# Vilémovice (district de Blansko)
Pour les articles homonymes, voir Vilémovice.
Vilémovice (en allemand : Wilhelmschlag) est une commune du district de Blansko, dans la Moravie-du-Sud, en Tchéquie. Sa population s'élevait à 343 habitants en 2020.

## Géographie
Vilémovice se trouve à 8 km à l'est de Blansko, à 22 km au nord-nord-est de Brno et à 185 km à l'est-sud-est de Prague.
La commune est limitée par Ostrov u Macochy au nord, par Krasová à l'est, par Jedovnice au sud, et par Blansko et Vavřinec à l'ouest.
Le territoire de la commune se trouve dans le parc naturel du Karst Morave et abrite l'abîme de Macocha.

## Histoire
La première mention écrite de la localité date de 1267.